# Дюпон (Вашингтон)
Вижте пояснителната страница за други значения на Дюпон.
Дюпон (на английски: DuPont) е град в окръг Пиърс, щата Вашингтон, САЩ. Дюпон е с население от 2452 жители (2000) и обща площ от 14,8 km². Намира се на 76 m надморска височина. ЗИП кодът му е 98327, а телефонният му код е 253.